# بونتياك تيمبست
بونتياك العاصفة (بالإنجليزية: Pontiac Tempest)‏ هي السيارات التي تم إنتاجها من قبل بونتياك بين عامي 1961 و 1991.
وقدم العاصفة باعتبارها المبتدئين المضغوط في سبتمبر 1960 لنموذج عام 1961. تقاسم الأحادي الجديد (أونيبودي) منصة Y مع بويك الخاصة والقبرة، وأولدزموبيل F-85 وسيف الملاحين، ظهر نموذج أيضا تحت لوحة دروز (بداية إلى حد كبير مع نموذج عام 1962، على الرغم من بونتياك أيضا تصنيع عدد قليل من 1961 لومان كشوفات).
لسنة 1964، وأعيد تصميم منصة بإطار كاملة الحجم، وإعادة تسمية هيئة. وتوقفت اسم العاصفة بعد نموذج عام 1970 لصالح لومان، وهي لوحة تستخدم سابقا في الإصدارات الراقية من تلك السلسلة.
أيضا تسويقها بونتياك نسخة rebadged من التعاقد L-الجسم شيفروليه كورسيكا كما العاصفة، لكندا فقط، 1988-1991.